# Cetonia kemali
Cetonia kemali är en skalbaggsart som beskrevs av Delpont 1995. Cetonia kemali ingår i släktet Cetonia och familjen Cetoniidae. Inga underarter finns listade i Catalogue of Life.